# سیارک ۶۹۰۹
سیارک ۶۹۰۹ (به انگلیسی: 6909 Levison، نامگذاری:1991BY2) شش هزار و نهصد و نهمین سیارک کشف شده‌است که در ۱۹ ژانویه ۱۹۹۱ کشف شد.
قدر مطلق سیارک برابر ۱۴٫۱۰ است.